# Shinobi 3DS
Shinobi 3DS é um jogo eletrônico pertencente à série de ação de mesmo nome da Sega.
Esta versão desenvolvida para o Nintendo 3DS é um jogo totalmente novo. Este jogo traz a série de volta ao gênero plataforma.

## Mecânica de jogo
O Shinobi movimenta-se lateralmente e pode desferir espadadas, rasteiras e atirar kunais. Também pode pular, desferir ataques aéreos e fazer combos.
Pode defender também, mas a defesa funciona apenas durante um breve instante. Ou seja, o jogador tem que usá-la no exato instante em que irá levar o golpe. Mas quando o jogador defende o primeito  de uma sequência de projéteis do inimigo, o Shinobi automaticamente movimenta a espada para defender os restantes da mesma sequência.

## Magias
A magia restringe-se a uma por área. Pode ser recuperada encontrando o item de magia. Ou perdendo-se uma vida. O jogador escolhe de que elemento será a magia lançada.
- Fogo: dá dano e adiciona chamas com grande poder de ataque às kunais do shinobi.
- Terra: em troca de quase toda sua barra de vida, o Shinobi ganha defesa automática temporária.
- Relâmpago: permite ao shinobi ser acertado 3 vezes sem perder vida.
- Àgua: deixa o Shinobi mais rápido e aumenta a altura máxima do pulo.

## Achievemnts
O jogo tem também um sistema de tarefas. A cada uma que se consegue completar, extras são liberados. Entre os extras encontram-se as músicas das fases, as animações do jogo para o gallery, artworks, armas novas pro seu personagem, poder usar inimigos como personagem e desbloquear personagens secretos.
Acabando o jogo numa dificuldade, habilita-se também o freeplay naquela dificuldade. O que permite vidas infinitas e a seleção de fases.